# Murex formosus
Murex formosus är en snäckart som beskrevs av Sowerby 1841. Murex formosus ingår i släktet Murex och familjen purpursnäckor. Inga underarter finns listade i Catalogue of Life.